# تینو کونتی
تینو کونتی (ایتالیایی: Tino Conti؛ زادهٔ ۲۶ سپتامبر ۱۹۴۵) دوچرخه‌سوار اهل ایتالیا است. وی در بازی‌های المپیک تابستانی ۱۹۶۸ شرکت کرده است.